# Arrondissement de Metz-Ville
L’arrondissement de Metz-Ville est une ancienne division administrative française, située dans le département de la Moselle et la région Lorraine. Comme son nom l'indique, il était constitué d'une unique commune, Metz.

## Histoire

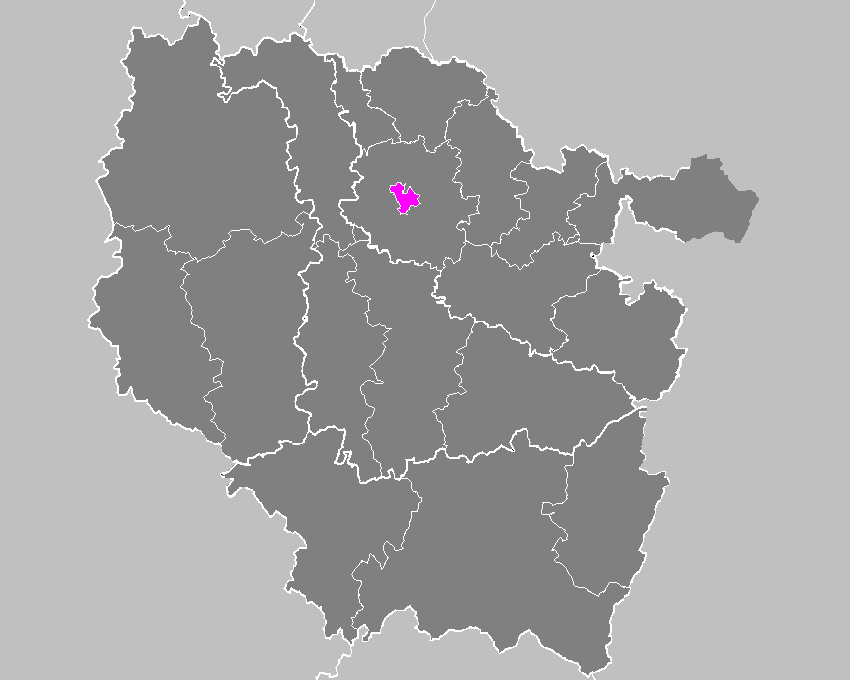
Situation de l'arrondissement dans la région Lorraine.

Le forme et le nom de l’arrondissement lié à la ville de Metz ont changé plusieurs fois depuis la Révolution :
- 1801, l'arrondissement de Metz est créé ;
- 1873, l'arrondissement de Metz est scindé en Metz-Ville et Metz-Campagne ;
- 1919, les arrondissements allemands deviennent deux arrondissements français : Metz-Ville et Metz-Campagne ;
- 1934, l'arrondissement de Metz-Ville est supprimé ;
- 1940-44, les arrondissements allemands de Metz-Ville et de Metz-Campagne sont reformés ;
- 1945, l'arrondissement de Metz est recréé à partir des deux arrondissements allemands ;
- 1962, l’arrondissement comptait 12 % de locuteurs du francique lorrain ;
- 1982, l'arrondissement de Metz-Ville est reconstitué[1] ;
- 1er janvier 2015, les communes de l'arrondissement supprimé de Metz-Campagne sont rattachées à l'arrondissement de Metz-Ville[2], formant ainsi l'arrondissement de Metz.

## Composition
L'arrondissement de Metz-Ville était composé de quatre cantons :
- 1er canton de Metz-Ville
- 2e canton de Metz-Ville
- 3e canton de Metz-Ville
- 4e canton de Metz-Ville